# Shiwa
Ne doit pas être confondu avec Shiwa (langue).
Shiwa (紫波町, Shiwa-chō) est un bourg du district de Shiwa, dans la préfecture d'Iwate, au Japon.

## Géographie

### Démographie
Au 1er novembre 2013, la population de Shiwa s'élevait à 33 132 habitants répartis sur une superficie de 239,03 km2.